# Arthur Cockfield
Francis Arthur Cockfield, Baron Cockfield (* 28. September 1916 in Horsham; † 8. Januar 2007 in Oxford), war ein britischer Politiker der Konservativen Partei. Cockfield amtierte als britischer Schatzminister, Handelsminister und als Vizepräsident der Europäischen Kommission.
Cockfield studierte an der London School of Economics. Anschließend durchlief er eine Karriere in der Steuerverwaltung. Im Kabinett von Margaret Thatcher war er zunächst von 1979 bis 1982 Schatzminister, dann bis 1983 Handelsminister. Nach den Britischen Unterhauswahlen 1983 fungierte als „Ein-Mann-Thinktank“ für Margaret Thatcher.
Von 1985 bis 1989 war er in der Kommission Delors I Vizepräsident und zuständig für Binnenmarkt, Steuern und Zollunion.
1978 wurde er zum Life Peer mit dem Titel Baron Cockfield, of Dover in the County of Kent, erhoben und war bis zu seinem Tod Mitglied des britischen Oberhauses.